# Голубев, Олег Вячеславович
Олег Вячеславович Голубев (род. 20 мая 1963, дер. Старо-Карельское, Калининская область) — российский военачальник. Заместитель командующего Северным флотом ВМФ России с декабря 2019 года, вице-адмирал (2016).

## Биография
В 1986 году окончил штурманский факультет Каспийского высшего военно-морского училища им. С. М. Кирова (1986)
С июня 1986 по август 1987 года — командир электронавигационной группы БЧ-1 большой ПЛ «Б-515».
С августа 1987 по май 1989 года — командир штурманской боевой части большой ПЛ «Б-515».
С мая 1989 по апрель 1992 года — помощник командира большой ПЛ «Б-474» 4-й эскадры ПЛ Северного флота.
С апреля 1992 по июль 1994 года — помощник командира ПЛ «Б-437» 4-й ЭскПЛ.
С июля по октябрь 1994 года — старший помощник командира 350-го экипажа большой ПЛ СФ.
В 1995 году окончил Высшие специальные офицерские классы ВМФ. С июля по октябрь 1995 года — командир большой ПЛ «Б-474».
С октября 1995 по сентябрь 1997 года — командир ПЛ «Б-546» СФ.
В 1999 году окончил Военно-морскую академию им. Н. Г. Кузнецова.
С июня 1999 по май 2001 года — заместитель командира 161-й бригады подводных лодок Кольской флотилии разнородных сил Северного флота ВМФ России.
С мая 2001 по июнь 2002 года — заместитель начальника службы противолодочной борьбы оперативного управления штаба Северного флота ВМФ РФ.
С июня 2002 по март 2003 года — начальник штаба — заместитель командира 161-й бригады подводных лодок Кольской флотилии разнородных сил Северного флота ВМФ РФ.
С марта 2003 по сентябрь 2007 года — командир 161-й бригады подводных лодок Кольской флотилии разнородных сил Северного флота ВМФ РФ.
В 2009 году окончил Военную академию Генерального штаба Вооружённых сил Российской Федерации.
С июня по декабрь 2009 года — заместитель командира Беломорской военно-морской базы Северного флота ВМФ РФ.
С декабря 2009 по август 2013 года — заместитель командующего Кольской флотилии разнородных сил Северного флота ВМФ РФ.
Указом Президента Российской Федерации от 13.12.2012 г. № 1641 присвоено воинское звание контр-адмирал.
С августа 2013 по декабрь 2019 года — командующий Кольской флотилии разнородных сил Северного флота ВМФ РФ.
Указом Президента Российской Федерации от 20.02.2016 г. № 73 присвоено воинское звание вице-адмирал.
С декабря 2019 года — заместитель командующего Северным флотом ВМФ России.
На личном счету офицера восемь боевых служб в Северной Атлантике, Средиземном море, ближней операционной зоне флота. Самая длительная — восемь месяцев. В 2001 году подводная лодка «Вологда» выполнила официальный визит в Фаслейн (Великобритания) на празднование столетия королевских подводных сил. А потом в общей сложности полтора года «вологжане» решали задачи боевой подготовки на Балтийском флоте. Всё это время Голубев, уже начальник штаба бригады, был вместе с экипажем лодки. В Заполярье вернулись только в октябре 2002 года. За тот поход Олега Вячеславовича наградили орденом «За военные заслуги».
В 2020 году командовал отрядом кораблей Северного флота ВМФ Российской Федерации, которые впервые в истории мореплавания прошли без ледокольной поддержки весь Северный морской путь — от побережья Кольского полуострова до порта Анадырь на Чукотке, а затем легли на обратный курс и вернулись на базу, пройдя максимально возможным (почти невозможным!) северным маршрутом. Он пролегал севернее архипелагов Северная Земля и Земля Франца-Иосифа, захватывая 82-ю параллель.
Член Русского географического общества.

## Награды
- Орден «За заслуги перед Отечеством» 4 степени с мечами[12]
- Орден «За военные заслуги» (21.02.2003)[13]
- Орден «За морские заслуги»[12]
- Медаль «300 лет Российскому флоту»[12]
- Медаль «70 лет Вооружённых Сил СССР»[12]
- Медаль «За воинскую доблесть» 1 степени[12]
- Медаль «За отличие в военной службе» 1 и 2 степеней[12]
- Медаль «За безупречную службу» 3 степени[12]
- Медаль «200 лет Министерству обороны»[12]
- Медаль «Адмирал флота Советского Союза Н. Г. Кузнецов»[12]
- Медаль «Адмирал флота Советского Союза С. Г. Горшков»[12]
- Медаль «За службу в подводных силах»[12]
- Медаль «За участие в военном параде в День Победы»[12]
- Медаль За морские заслуги в Арктике[12]
- Медаль «200 лет МВД России»[12]
- Медаль За ратную доблесть[14]
- Медаль 100 лет подводным силам России[12]
- Нагрудный знак «150 лет Западному военному округу»[12]